# Stor-Rörtjärnen, Ångermanland
Stor-Rörtjärnen är en sjö i Sollefteå kommun i Ångermanland och ingår i Ångermanälvens huvudavrinningsområde.